# Mopskopleguaan
De mopskopleguaan (Uranoscodon superciliosus) is een hagedis uit de familie kielstaartleguaanachtigen (Tropiduridae).

## Naam en indeling
De wetenschappelijke naam van de soort werd als Lacerta superciliosa in 1758 gepubliceerd door Carl Linnaeus. Het is de enige soort uit het monotypische geslacht Uranoscodon. De geslachtsnaam werd in 1832 voorgesteld door Karel Lucien Bonaparte.
Vanwege de gewoonte in het water te duiken bij gevaar wordt de hagedis in andere talen 'duikende hagedis' genoemd, zoals het Engelse 'diving lizard'.

## Uiterlijke kenmerken
De lichaamskleur is bruin, de poten en staart zijn relatief lang. De leguaan dankt zijn Nederlandse naam aan de hoog geplaatste ogen en niet aan enige gelijkenis met de mopshond. De lichaamslengte is ongeveer 14 centimeter, de staart is echter meer dan twee keer zo lang. De lichaamskleur is bruin met lichtere tot gele vlekken. Boven de ogen zijn duidelijke kammen aanwezig. De schubben op het lichaam zijn gekield en overlappen elkaar. In de nek en op de rug is een kleine stekelkam gelegen.

## Levenswijze
De mopskopleguaan is een soort die lage temperaturen verdraagt, de leguaan zit veel in de schaduw en zonlicht wordt zelfs vermeden. De hagedis is boombewonend en jaagt vaak op de takken van hogere bomen. 's Nachts wordt gerust op bladeren. Het is een niet erg beweeglijke soort die meestal doodstil op een tak wacht op langslopende prooien. Bij gevaar wordt het water opgezocht, de leguaan zwemt naar de bodem en verstopt zich hier een tijdje. Het voedsel bestaat uit kleine ongewervelden zoals miljoenpoten, regenwormen, spinnen en andere insecten zoals sprinkhanen, mieren, kevers en insectenlarven.

## Verspreiding en habitat
De hagedis komt voor in delen van noordelijk Zuid-Amerika en leeft in de landen Bolivia, Brazilië, Colombia, Frans-Guyana, Guyana, Peru, Suriname en Venezuela.
De habitat bestaat uit dichtbegroeide tropische en subtropische bossen waar weinig zonlicht doordringt.

## Beschermingsstatus
Door de internationale natuurbeschermingsorganisatie IUCN is de beschermingsstatus 'veilig' toegewezen (Least Concern of LC).